# Петшикув (Вжесінський повіт)
Петшикув (пол. Pietrzyków) — село в Польщі, у гміні Пиздри Вжесінського повіту Великопольського воєводства.
Населення — 164 особи (2011).
У 1975-1998 роках село належало до Конінського воєводства.

## Демографія
Демографічна структура станом на 31 березня 2011 року:
|          | Загалом | Допрацездатний вік | Працездатний вік | Постпрацездатний вік |
| -------- | ------- | ------------------ | ---------------- | -------------------- |
| Чоловіки | 91      | 22                 | 62               | 7                    |
| Жінки    | 73      | 12                 | 47               | 14                   |
| Разом    | 164     | 34                 | 109              | 21                   |